# Mistrovství České republiky v šachu žen
Mistrovství České republiky v šachu je šachový turnaj, jenž určuje nejlepšího hráče šachu v Česku. Poprvé bylo hráno mezi lety 1940 a 1944 za rozdělení Československa během druhé světové války jako Mistrovství Čech a Moravy v šachu, poté ho vystřídalo Mistrovství Československa v šachu, které se hrálo až do rozpadu Československa roku 1992.
Od roku 1993 se koná pravidelně každý rok s výjimkou roku 2007 v různých termínech a místech. Kromě klasické podoby se od roku 2000 hraje také v rapid šachu a od roku 2003 v bleskovém šachu. Hrají se zároveň s muži nebo jako samostatné turnaje.

## Historický přehled

### Mistrovství Čech a Moravy v šachu
Hrálo se třikrát během 2. světové války.
| Rok  | Místo | Systém | Zlato                | Stříbro         | Bronz        |
| ---- | ----- | ------ | -------------------- | --------------- | ------------ |
| 1940 |       |        | Blažena Janečková    | Bednářová       | Růžena Suchá |
| 1943 |       |        | Nina Hrušková-Bělská | Klára Marečková | Růžena Suchá |
| 1944 |       |        | Nina Hrušková-Bělská | Rotterová       | Růžena Suchá |

### Mistrovství České republiky
| Rok  | Místo                    | Systém             | Zlato                    | Stříbro                     | Bronz                    |
| ---- | ------------------------ | ------------------ | ------------------------ | --------------------------- | ------------------------ |
| 1993 | Tišnov                   | švýcarský          | Petra Krupková           | Martina Holoubková-Kořenová | Hana Kubíková            |
| 1994 | Nymburk                  | švýcarský          | Lenka Ptáčníková         | Květa Eretová               | Petra Krupková           |
| 1995 | Olomouc                  | švýcarský          | Silvie Šaljová           | Květa Eretová               | Michaela Svobodová       |
| 1996 | Ústí nad Labem           | švýcarský          | Lenka Ptáčníková         | Silvie Šaljová              | Michaela Svobodová       |
| 1997 | Ostrava                  | švýcarský          | Gabriela Hitzgerová      | Jana Jacková                | Lenka Ptáčníková         |
| 1998 | Klatovy                  | švýcarský          | Jana Jacková             | Gabriela Hitzgerová         | Petra Blažková           |
| 1999 | Klatovy                  | švýcarský          | Silvie Šaljová           | Lenka Ptáčníková            | Jana Jacková             |
| 2000 | Říčany                   | švýcarský          | Olga Sikorová            | Ivana Tallová               | Gabriela Hitzgerová      |
| 2001 | Třinec                   | švýcarský          | Olga Sikorová            | Petra Blažková              | Kateřina Čedíková        |
| 2002 | Frymburk                 | švýcarský          | Olga Sikorová            | Táňa Holušová               | Kateřina Čedíková        |
| 2003 | Luhačovice               | švýcarský          | Kateřina Čedíková        | Olga Sikorová               | Petra Blažková           |
| 2004 | Karlovy Vary             | švýcarský          | Olga Sikorová            | Lucie Hodová                | Gabriela Hitzgerová      |
| 2005 | Havlíčkův Brod           | švýcarský          | Alena Kubíková           | Anna Bálková                | Petra Blažková           |
| 2006 | Havlíčkův Brod           | švýcarský          | Eva Kulovaná             | Soňa Pertlová               | Kateřina Němcová         |
| 2008 | Havlíčkův Brod           | skupiny a play-off | Kateřina Němcová         | Eva Kulovaná                | Hana Kubíková            |
| 2009 | Děčín                    | skupiny a play-off | Kateřina Čedíková        | Lucie Jínová                | Eva Kulovaná             |
| 2010 | Ostrava                  | švýcarský          | Kateřina Němcová (31.)   | Olga Sikorová (34.)         | Kristýna Havlíková (35.) |
| 2011 | Pardubice                | skupiny a play-off | Karolína Olšarová        | Hana Pirklová               | Kristýna Havlíková       |
| 2012 | Kouty nad Desnou         | švýcarský          | Tereza Olšarová (14.)    | Petra Sochorová (19.)       | Magdaléna Miturová (33.) |
| 2013 | Ledeč nad Sázavou        | každá s každou     | Martina Marečková        | Hana Kubíková               | Karolína Olšarová        |
| 2014 | Ostrava                  | švýcarský          | Olga Sikorová (28.)      | Karolína Olšarová (37.)     | Eva Kulovaná (38.)       |
| 2015 | Havlíčkův Brod           | každá s každou     | Tereza Olšarová          | Kristýna Havlíková          | Alena Kubíková           |
| 2016 | Ostrava                  | švýcarský          | Joanna Worek (18.)       | Tereza Rodshtein (36.)      | Olga Sikorová (40.)      |
| 2017 | Ostrava                  | švýcarský          | Kristýna Havlíková (28.) | Karolína Olšarová (30.)     | Olga Sikorová (32.)      |
| 2018 | České Budějovice         | každá s každou     | Olga Sikorová            | Kristýna Havlíková          | Natálie Kaňáková         |
| 2019 | Praha                    | každá s každou     | Karolína Olšarová        | Magdaléna Miturová          | Kristýna Petrová         |
| 2020 | Frýdek-Místek            | každá s každou     | Kristýna Petrová         | Karolína Olšarová           | Olga Sikorová            |
| 2021 | Frýdek-Místek            | každá s každou     | Karolína Pilsová         | Karin Němcová               | Magdaléna Miturová       |
| 2022 | Jaroměřice nad Rokytnou  | každá s každou     | Nataša Richterová        | Karolína Pilsová            | Olga Sikorová            |
| 2023 | Bystřice nad Pernštejnem | vyřazovací pavouk  | Julia Movsesjan          | Karolína Pilsová            | Nataša Richterová        |
| 2024 | Ostrava                  | vyřazovací pavouk  | Julia Movsesjan          | Martina Kořenová            | Olga Sikorová            |

### Rapid šach
Mistrovství České republiky v rapid šachu se koná pravidelně každý rok ve Znojmě v rámci mezinárodního turnaje turnaje Znojemská královna hraného švýcarským systémem. Muži hrají samostatný turnaj v jiném termínu v Pardubicích. V závorce je uvedeno umístění v turnaji.
| Rok  | Zlato                    | Stříbro                  | Bronz                   |
| ---- | ------------------------ | ------------------------ | ----------------------- |
| 2001 | Olga Sikorová (1.)       | Petra Blažková (2.)      | Kateřina Čedíková (3.)  |
| 2002 | Petra Krupková (1.)      | Silvie Orságová (2.)     | Táňa Holušová (4.)      |
| 2003 | Olga Sikorová (1.)       | Anna Bálková (2.)        | Eva Kulovaná (3.)       |
| 2004 | Olga Sikorová (3.)       | Věra Medunová (5.)       | Petra Blažková (6.)     |
| 2005 | Olga Sikorová (1.)       | Petra Blažková (3.)      | Věra Medunová (4.)      |
| 2006 | Eliška Richtrová (8.)    | Martina Folková (11.)    | Kateřina Čedíková (12.) |
| 2007 | Olga Sikorová (2.)       | Jana Jacková (3.)        | Kateřina Němcová (5.)   |
| 2008 | Eva Kulovaná (4.)        | Štěpánka Schirmbeck (5.) | Soňa Pertlová (6.)      |
| 2009 | Jana Jacková (1.)        | Olga Sikorová (2.)       | Hana Modrová (3.)       |
| 2010 | Olga Sikorová (1.)       | Martina Kořenová (2.)    | Eva Kulovaná (3.)       |
| 2011 | Eliška Richtrová (2.)    | Martina Marečková (3.)   | Olga Sikorová (4.)      |
| 2012 | Eva Kulovaná (2.)        | Olga Sikorová (3.)       | Martina Marečková (4.)  |
| 2013 | Olga Sikorová (3.)       | Nataša Richterová (4.)   | Eliška Richtrová (5.)   |
| 2014 | Olga Sikorová (1.)       | Magdaléna Miturová (3.)  | Eva Kulovaná (4.)       |
| 2015 | Olga Sikorová (1.)       | Martina Marečková (3.)   | Martina Folková (4.)    |
| 2016 | Martina Fusková (2.)     | Olga Sikorová (3.)       | Petra Sochorová (5.)    |
| 2017 | Joanna Worek (1.)        | Martina Folková (2.)     | Olga Sikorová (3.)      |
| 2018 | Joanna Worek (1.)        | Nataša Richterová (3.)   | Eva Kulovaná (4.)       |
| 2019 | Kristýna Novosadová (2.) | Olga Sikorová (3.)       | Eliška Richtrová (4.)   |
| 2020 | Nela Pýchová             | Michaela Svobodová       | Kristýna Novosadová     |
| 2021 | Kristýna Novosadová      | Nataša Richterová        | Olga Sikorová           |
| 2022 | Olga Sikorová            | Nataša Richterová        | Eva Kulovaná            |
| 2023 | Tereza Rodshtein         | Julia Movsesjan          | Nataša Richterová       |
| 2024 | Karolína Pilsová         | Nataša Richterová        | Lucie Fizerová          |

### Bleskový šach
Mistrovství České republiky v bleskovém šachu se koná pravidelně každý rok od roku 2003 jako samostatná akce. První tři ročníky hrály ženy dohromady s muži. Od roku 2006 hrají v ženy ve stejném termínu i místě samostatný turnaj. Hraje se švýcarským systémem na 13 kol, přičemž první čtyři postupují do závěrečných bojů o medaile, které probíhají formou semifinále, finále a zápasu o třetí místo.
| Rok  | Místo     | Zlato                | Stříbro             | Bronz                  |
| ---- | --------- | -------------------- | ------------------- | ---------------------- |
| 2003 | Praha     | Olga Sikorová (26.)  | Jana Jacková (31.)  | Eliška Richtrová (32.) |
| 2004 | Praha     | Petra Blažková (38.) | Soňa Pertlová (39.) | Olga Sikorová (40.)    |
| 2005 | Praha     | Olga Sikorová (9.)   | Jana Jacková (23.)  | Martina Kořenová (32.) |
| 2006 | Praha     | Jana Jacková         | Kateřina Němcová    | Eliška Richtrová       |
| 2007 | Praha     | Eva Kulovaná         | Kateřina Němcová    | Lucie Jínová           |
| 2008 | Praha     | Eva Kulovaná         | Olga Sikorová       | Kateřina Němcová       |
| 2009 | Praha     | Kateřina Němcová     | Olga Sikorová       | Martina Marečková      |
| 2010 | Praha     | Olga Sikorová        | Kateřina Němcová    | Tereza Olšarová        |
| 2011 | Praha     | Tereza Olšarová      | Martina Marečková   | Olga Sikorová          |
| 2012 | Praha     | Tereza Olšarová      | Eva Kulovaná        | Karolína Olšarová      |
| 2013 | Brno      | Martina Marečková    | Eliška Richtrová    | Olga Sikorová          |
| 2014 | Brno      | Tereza Olšarová      | Olga Sikorová       | Nela Pýchová           |
| 2015 | Praha     | Karolína Olšarová    | Eva Kulovaná        | Martina Marečková      |
| 2016 | Praha     | Joanna Worek         | Kristýna Havlíková  | Karolína Olšarová      |
| 2017 | Praha     | Olga Sikorová        | Kristýna Havlíková  | Tereza Rodshtein       |
| 2018 | Praha     | Joanna Worek         | Olga Sikorová       | Tereza Rodshtein       |
| 2019 | Praha     | Karolína Olšarová    | Olga Sikorová       | Kristýna Petrová       |
| 2020 | zrušeno   | zrušeno              | zrušeno             | zrušeno                |
| 2021 | Brno      | Olga Sikorová        | Táňa Holušová       | Nataša Richterová      |
| 2022 | Praha     | Julia Movsesjan      | Nataša Richterová   | Tereza Rodshtein       |
| 2023 | Pardubice | Nataša Richterová    | Tereza Rodshtein    | Olga Sikorová          |
| 2024 | Brno      | Olga Sikorová        | Tereza Rodshtein    | Eva Kulovaná           |